# Émilie ou la Petite Sirène 76
Pour les articles homonymes, voir La Petite Sirène (homonymie).
Émilie ou la Petite Sirène 76 est une émission télévisée musicale française réalisée par Marion Sarraut et diffusée en 1976 dans la collection Numéro un de TF1. Le scénario et la musique sont de Michel Berger.

## Synopsis
Marie-France Pisier, récitante plutôt farfelue, nous conte l’histoire d’Émilie, l’une des trois filles d’un éclairagiste de télévision. Comme son père, Émilie vit dans un monde de rêves, ce qui ne manque pas de susciter les gentilles moqueries de ses deux sœurs. Passionnée par la musique et les chanteurs qu’elle regarde régulièrement à la télévision, Émilie s'en va y tenter sa chance. Entrée en catimini dans l’un des studios, où l’on se prépare à filmer une prestation du chanteur Rod Stewart, elle se fait remarquer par Sébastien, le cadreur, en le gênant dans son travail, mais tous deux sont mutuellement troublés durant le tournage. Touchée par l’amour, alors qu’elle poursuivait un autre but, Émilie va demander conseil à sa marraine Cécile, une femme qui a beaucoup vécu. Enhardie par les conseils de Cécile, Émilie retourne dans les studios. Hélas ! Pendant ce temps, Sébastien, promu réalisateur par un célèbre couple de producteurs, rencontre la séduisante star, vedette de sa première émission et c’est le coup de foudre. Le mariage est célébré pendant qu’Émilie, désemparée, confie son chagrin à ses sœurs. Celles-ci lui redonnent du courage et elle revient à son objectif premier : la musique. Émilie est auditionnée par le producteur à l'écoute de ses aspirations musicales. Il décide de lui donner sa chance dans sa prochaine émission. Suivant les conseils avisés du bon producteur, Émilie, grâce à l'aide de ses sœurs et de sa marraine, se transforme en meneuse de revue et son show est un triomphe. Si elle gagne ainsi le succès, elle ne regagne pas l’amour de Sébastien. Que sont la musique et la gloire, si l’on n’a pas l’amour ? Finalement, Émilie, bien que couverte d'applaudissements et de bravos, reste seule et triste…

## Fiche technique
- Titre : Émilie ou La Petite Sirène 76
- Réalisation :	Marion Sarraut
- Scénario : Michel Berger, Franck Lipsik, librement inspiré du conte La Petite Sirène d’Hans Christian Andersen
- Musique : Michel Berger
- Musique additionnelle : Gavin Sutherland
- Directeur de la photographie : Daniel Poteau
- Cadreurs : Martial Hazan, Jean-Yves Lemener, Marcel Moulinard, Gérard Raddaz, Patrick Epinette
- Effets spéciaux : Michel Faure
- Collaboration artistique : Pierre Fournier-Bidoz, Catherine Clément, Stéphanie de Crombrugghe, Monique Salmon
- Ingénieur du son : Joël Moulet, assisté d’Armel Le Roy
- Décorateur : François Comtet, assisté d’Alain Desjardin
- Chorégraphe : Barry Collins, assisté de Connel Miles
- Créateur des costumes : Michel Fresnay
- Costumière : Monique Jolivot
- Maquilleuse : Aida Rupert
- Coiffeuse : Nicole Stevanin
- Scripte : Catherine Roche
- Monteur magnétoscope : Gérard Griselin
- Pays d’origine :  France
- Producteurs : Maritie et Gilbert Carpentier
- Chargée de production : Thérèse Guichard
- Production  : TF1
- Distributeurs : INA, LCJ Éditions & Productions
- Studios : SFP (Société française de production)
- Date de tournage : 1976
- Format : couleur — 1.33:1 (Format 4/3) — son monophonique
- Genre : conte musical
- Durée : 56 minutes
- Date de première diffusion : 22 mai 1976 sur TF1
- Public : tous publics

## Distribution
- Eddy Mitchell : le professeur de rock
- Vannick Le Poulain et Rima Vetter : les sœurs d’Émilie
- France Gall : Émilie
- Marie-France Pisier : elle-même, récitante
- Christophe : le père d’Émilie
- Michel Berger et Martine Kelly : les « deux célèbres producteurs » (sic)
- Patrick Bouchitey : Sébastien, le cadreur
- Rod Stewart : lui-même (en Play-back)
- Nicole Croisille : Cécile, la marraine d’Émilie
- Françoise Hardy : la star
- Michel et Georges Costa : chœurs

## Numéros musicaux
- Michel Berger a composé treize chansons et trois instrumentaux, à l’exception de Sailing, paroles et musique de Gavin Sutherland :

1. La Leçon de rock’n roll : Eddy Mitchell, Vannick Le Poulain, Rima Vetter, Michel et Georges Costa, France Gall
2. Le Monologue d’Émilie : France Gall, Vannick Le Poulain, Rima Vetter
3. La Lumière plein les yeux : Christophe, Michel et Georges Costa, France Gall, Vannick Le Poulain, Rima Vetter
4. Chanson des producteurs[1] : Michel Berger, Martine Kelly
5. Sailing : Rod Stewart
6. Je n’y arriverai jamais : France Gall, Patrick Bouchitey
7. Juste un peu d’amour vrai (Chanson de Cécile) : Nicole Croisille, France Gall
8. Arrivée de la star (instrumental)
9. Cette chanson-là est au moins pour quelqu’un : Françoise Hardy
10. Est-ce que par hasard c’est vous ? : Patrick Bouchitey, Françoise Hardy
11. Une fille de plus : France Gall
12. Retransmission télévisée du mariage (instrumental)
13. Aime et tout s’arrangera : France Gall, Vannick Le Poulain, Rima Vetter
14. Ça balance pas mal à Paris : France Gall, Michel Berger
15. Suis ta musique où elle va : Michel Berger
16. Transformation d’Émilie (instrumental)
17. C’est notre show (final) : Tous

- Titres édités :

1. La Leçon de rock’n roll : Eddy Mitchell a enregistré, en 1977, une version écourtée figurant dans le volume Il ne rentre pas ce soir de son anthologie parue en 1994, Eddy Mitchell Sessions, CD Polydor / Universal.
2. Ça balance pas mal à Paris : initialement paru en 1976 en face A du 45 tours Single WEA 16785. Réédité par la suite sur CD dans diverses compilations Warner
3. Le Monologue d’Émilie : initialement paru en 1976 en face B du 45 tours Single WEA 16785. Réédité en CD en 2004 dans l’anthologie Warner de France Gall.
4. Suis ta musique où elle va : initialement paru en 1976 sur l’album 33 tours / LP Mon piano danse de Michel Berger, WEA. Album réédité ensuite sur CD WEA[2].

- Rod Stewart chante Sailing, paroles et musique de Gavin Sutherland, initialement paru en 1975 sur l’album 33 tours / LP Atlantic Crossing. Album réédité sur CD WEA 7599-27331-2

## Thèmes et contexte
Émilie ou La Petite Sirène 76  permit à Berger de peaufiner son élaboration de la comédie musicale après le projet commencé et abandonné d’Angelina Dumas  (1974) et avant l’aboutissement de Starmania, coécrit avec Luc Plamondon (1978).
La chorégraphie et la scénographie restent restreintes malgré les moyens importants dont bénéficient, à l’époque, les producteurs Maritie et Gilbert Carpentier pour leur Numéro 1. Berger y fait d’ailleurs allusion de façon amusante dans l’un de ses couplets extrait de son duo avec Martine Kelly en « célèbre couple de producteurs » (sic) en mal de moyens :
Les producteurs : Chanson des Producteurs

Si on vivait à Hollywood,

Where the music is in the mood,

Ça changerait.

Mais regardez un peu nos coudes,

C’est une bonne machine à coudre

Qu’il nous faudrait.
Néanmoins, on a droit à quelques tandems réjouissants, pas vraiment des duos, mais des dialogues chantés qui annoncent l’architecture musicale des futurs opéras-rock de Berger. Les échos féminins et masculins des complaintes amoureuses, qu’ils soient d’Émilie ou de la star avec le même cadreur, Sébastien, se répondent significativement :
| Émilie Une minute, un sourire peut-être, Toute la vie pour vivre au passé. Je crois le voir, le reconnaître, Si par hasard je me trompais. | Sébastien Une minute pour dire des mots tendres, Toute la vie pour les regretter. Une minute pour ne rien attendre, Toute la vie pour espérer. |

| Je n’y arriverai jamais, Je ne saurai pas comment m’y prendre, Je n’y arriverai jamais, Et s’il ne savait pas me comprendre. | Je n’y arriverai jamais, Je ne saurai pas comment m’y prendre, Je n’y arriverai jamais, Si elle ne savait pas me comprendre. |

| Sébastien J’ai pas besoin de voir celle que j’aime Le soir à la télévision, Plutôt que de l’entendre sur les antennes, J’aime mieux la voir à la maison, C’est pas une star qu’il me faut. | La star J’ai pas besoin d’un cameraman Pour mettre en scène mes psychodrames, J’ai pas besoin d’un metteur en scène, Je distribuerai le rôle moi-même, Je sais bien ce qu’il me faut. |

Ensemble

Je rêve de quelqu’un de simple

Qui me parle d’amour sans faire semblant,

Je rêve de quelqu’un de simple

Qui me parle d’amour simplement,

Est-ce que par hasard c’est vous ?
La quête amoureuse qu’on retrouvera dans Starmania concerne presque tous les intervenants et, quand ils ne sont pas déçus, ils espèrent sans grande conviction :
| Émilie : Le Monologue d’Émilie Moi, Émilie, je croyais Que l’amour vrai existait, Mais ne le trouvais jamais. | Cécile, la marraine : Juste un peu d’amour vrai Pauvre Cécile, tu voulais Juste un peu d’amour vrai, Mais ne le trouvais jamais. |

| La star : Cette chanson-là est au moins pour quelqu’un Et quand son rire a chaviré, Et que mon rire l’a consolé, S’il me dit que chanter n’est rien, Cette chanson-là est au moins pour quelqu’un. | Émilie : Une fille de plus Je ne suis qu’une fille de plus Qui croise son chemin, Qui croise son destin, Une fille de plus. | Les sœurs d'Émilie : Aime et tout s'arrangera Elle attend depuis trop longtemps Qu'on vienne la prendre par la main, L'amour échoue encore une fois Mais il réussira demain. |

Le contrepoint léger ou humoristique de la trame est dû, outre les commentaires distanciés de la récitante excentrique, aux interventions de personnages secondaires comme le père d’Émilie, ses sœurs ou son professeur de rock, prétextes à des ballets, déploiements artistiques hauts en couleur (La Lumière plein les yeux) ou effets spéciaux (Transformation d’Émilie) jusqu'au finale qui clôturera joyeusement ce conte qui se termine mal :
Final : C’est notre show

C’est notre show,

Ça passe trop vite, c’est comme la vie,

C’est notre show,

On tourne la tête et c’est déjà fini.
Les fleurons de cette comédie musicale restent les titres édités, dont l’un eut beaucoup de succès et l’autre nettement moins mais ils constituent pourtant un diptyque, d’un côté, aspirations artistiques d’une chanteuse en devenir et de l’autre, conseils avisés et profession de foi du producteur :
| Émilie et le producteur : Ça balance pas mal à Paris Émilie : Je veux faire un show. Le producteur : Je demande pas mieux. Émilie : Mais du nouveau. Le producteur : C’est tout ce que je veux. Émilie : Mais je veux pas copier Ginger Rogers. Le producteur : Pourquoi toujours America first ? | Le producteur à Émilie : Suis ta musique où elle va Chante-leur les mots pour émouvoir, Fais-leur connaître ton pouvoir, Et de l’est jusqu’à l’ouest Et du nord jusqu’au sud Suis ta musique où elle va… |

## Autour de l’œuvre
- Michel Berger, amoureux de La Petite Sirène : « Cela a été le coup de foudre. Dès que j’ai lu La Petite Sirène, je suis immédiatement tombé amoureux d’elle. La trame de cette histoire est très pure, et le climat, un peu celui de Roméo et Juliette. J’ai pensé à en faire une comédie musicale dans une transposition moderne, et, avec Franck Lipsik, nous avons écrit le scénario. Ensuite, j’ai composé toutes les chansons. Une comédie musicale, c’est vraiment beaucoup de travail. Un énorme labeur. Tout autre chose qu’une chansonnette de trois minutes. Mais c’est passionnant. Et très différent. Et ce qui est très agréable, c’est de constater que des chanteurs acceptent de sortir de leur répertoire habituel. Eddy Mitchell, Nicole Croisille — et évidemment les deux héros, Patrick Bouchitey et France Gall — consentent à un effort. Cela prouve que lorsqu’on veut faire vraiment quelque chose, une espèce d’aventure, il y a tout de même des artistes de grande valeur qui courent le risque avec vous. C’est plus qu’encourageant. En retour, moi, j’écris des textes sur mesure pour eux, même si cela me donne un peu de mal pour m’adapter à leurs personnalités. »[3]
- Jacques Dutronc devait figurer amicalement en « livreur de piano », ce qui ne s’est finalement pas concrétisé.
- C’est l’actrice Marie-Hélène Breillat qui devait incarner, avec Vannick Le Poulain, l’une des deux sœurs d’Émilie. Pour une raison indéterminée, c'est Rima Vetter qui la remplaça in extremis.
- La meilleure façon de chanter pour Patrick Bouchitey : Le couple d’amoureux de La Petite Sirène 76 est, dans la vie, une paire d’amis. Patrick Bouchitey, comédien de son état et révélation au cinéma dans La Meilleure Façon de marcher, a reçu, de France Gall, quelques judicieux conseils sur la meilleure façon de chanter. Patrick, d’ailleurs, n’est pas un musicien d’occasion. En attendant de devenir comédien — il a passé quatre ans dans divers cours de comédie — il gagnait sa vie comme guitariste dans un orchestre de musique pop. « Je ne crois pas aux professeurs », dit-il. Et si on lui fait remarquer qu’il a l’air d’adorer prendre des leçons, il précise : « C’est parce que chaque professeur a quelque chose à apporter à l’élève. En fait, pour apprendre, il faut observer sans cesse autour de soi. Et chaque comédien est un cas différent. »[3]
- Michel Berger et France Gall auraient souhaité que les chansons de ce conte musical fassent l’objet de l’édition d’un album. Malheureusement, à cause de la multiplicité des labels auxquels appartenaient les différents artistes, ce fut irréalisable et c’est pour cela que ne parut qu’un single sous le seul label WEA.
- France-Émilie, repères biographiques — Au-delà de l’argument vaguement inspiré du conte d’Andersen, on notera la suite d’éléments biographiques qui rappellent étrangement le parcours de France Gall jusqu’à sa rencontre avec Michel Berger :
  - Émilie a deux sœurs-conseillères et France Gall à deux frères qui l’accompagnèrent dans sa musique.
  - Le père d’Émilie est un éclairagiste-artiste, celui de France, un artiste-parolier
  - Émilie a une marraine, Cécile, qui peut tout comprendre comme Cécile, la mère de France…
  - Émilie cherche son bonheur dans la musique mais, sans l'amour qu’elle espérait, elle reste insatisfaite tout comme France jusqu’à sa rencontre avec Michel Berger. France vivait un amour qui ne la comblait pas et n’avait pas de bonnes musiques. Émilie rencontre le producteur qui l’écoute et lui donne sa chance et France rencontre Michel qui sera le premier à la comprendre et à lui apporter non seulement la musique dont elle rêvait mais aussi l’amour qu’elle attendait…

## Citations
- Marie-France Pisier : « Vous avez vu ! La star n’eut aucun mal à convaincre le cameraman… Et ce qui devait arriver, arriva… Le jeune homme, amoureux fou de la star, n’attendit pas longtemps pour l’épouser… ». Et interpellant le professeur de rock qui va commenter le mariage et qui temporise : « Ben, c’est à vous, Zitrone[4] ! Allez ! »
- Le professeur de rock (Eddy Mitchell) : « Amis téléspectateurs, nous sommes dans cette petite chapelle, perdue au fond d’un hameau, dont le fier clocher se mire où il peut, et c’est ici en direct que nous allons assister à l’événement mondial du siècle, le mariage de la star et du cameraman. À vous, la route du tour ! »
- Marie-France Pisier : « Pour Émilie, ce mariage était une tragédie… Désespérée, elle retourna se confier à ses sœurs. Leurs conseils allaient lui donner le courage qui l’avait abandonnée… Elle en avait besoin et moi aussi, d’ailleurs… » (Elle essuie quelques larmes au bout de son nez avec son mouchoir).

### C’est notre show(final)
| Émilie : Et vous, monsieur le professeur, Le rock’n’roll ne vous fait pas peur, Apprenez-nous ! | Le professeur de rock : Eh bien, je vous dirais que si le son d’une Rickenbacker Vous fait quelque chose là au fond du cœur, Eh bien, vous emportez la queue du Mickey ! Bonsoir, je rends l’antenne ! |

## Vidéographie
- 2005 : Émilie ou La Petite Sirène 76, 1 DVD Éditions LCJ (émission originale de 1976) — Réédition en mai et novembre 2007.